# 风轮桐
风轮桐（学名：Epiprinus siletianus）为大戟科风轮桐属下的一个种。